# Hot Springs (Karolina Północna)
Colome – miasto w Stanach Zjednoczonych, w stanie Karolina Północna, w hrabstwie Madison.